# Théding
Théding település Franciaországban, Moselle megyében. Lakosainak száma 2424 fő (2022. január 1.). Théding Cocheren, Diebling, Farébersviller, Farschviller, Folkling és Tenteling községekkel határos.

## Népesség
A település népessége az elmúlt években az alábbi módon változott:
| Lakosok száma | 2480 | 2503 | 2568 | 2501 | 2487 | 2473 | 2459 | 2441 | 2424 |
|               | 2013 | 2015 | 2016 | 2017 | 2018 | 2019 | 2020 | 2021 | 2022 |